# Церковь Казанской иконы Божией Матери (Трёхсвятское)
Церковь Казанской иконы Божией Матери (Казанская церковь) — православный храм Русской православной церкви в селе Трёхсвятское в Дмитровском городском округе Московской области.

## История
В 1624 году в селе существовала деревянная церковь в честь трёх святителей: Василия Великого, Григория Богослова и Иоанна Златоустого. На 1705 год уже упоминается деревянная церковь Казанской Богоматери в селе Трёхсвятском, о которой сообщается также в 1775 году. В 1802 году в селе Трёхсвятском Клинского уезда была построена новая деревянная Казанская церковь с приделом в честь Трёх святителей.
Когда обветшал и этот деревянный храм, в селе по проекту архитектора С. В. Крыгина началось сооружение нового каменного храма в русском стиле. Трапезная с Трёхсвятским и Ильинским приделами, а также колокольня были построены в 1889—1891 годах, однокупольный главный храм в 1899—1910 годах.
Архитектурно здание церкви представляло собой четырёхстолпный трёхапсидный храм четвериком с массивным световым гранёным барабаном и относится к типу кресто-купольных сооружений. В храме находился нарядный, в три яруса, трёхчастный иконостас русского стиля без икон, выполненный из некрашеного дерева. Придельные иконостасы в трапезной и пристенные киоты были фанерованы дубом; полы — деревянные.
Казанская церковь пережила Октябрьскую революцию, но была закрыта в 1930-х годах. Во время Великой Отечественной войны жители села нашли в храме убежище. Во время боёв в Трёхсвятском погибло много бойцов Сибирской дивизии, мобилизованной для поддержки контрнаступления советских войск под Москвой. В советское время в здании церкви находился зерновой склад совхоза «Рогачевский». Позже храм был заброшен, его здание разрушалось.
В 2008 году церковь была передана верующим в тяжёлом состоянии, по настоящее время ведётся её восстановление. В феврале 2019 года на восстанавливаемый храм установили крест и купол. В летнее время в нём ведутся богослужения. Настоятелем Покровского храма является иерей Владимир Борисович Серов.